# Buddy (chanson)
Pour les articles homonymes, voir Buddy.
Singles de Māya Sakamoto
Down Town / Yasashisa ni Tsutsumareta Nara
(2010) Okaerinasai
(2011)
Buddy est le 20e single de Māya Sakamoto sorti sous le label Victor Entertainment le 19 octobre 2011 au Japon. Il arrive 10e à l'Oricon. Il se vend à 12 895 exemplaires la première semaine et reste classé 11 semaines pour un total de 18 326 exemplaires vendus durant cette période.
Buddy a été utilisé comme thème d'ouverture de l'anime Last Exile ~Ginyoku no Fam~. L'édition limitée contient un CD bonus sur lequel se trouvent des chansons en live tirées de son concert au Tokyo International Forum Hall A qui a eu lieu le 3 et 4 juin 2011.

## Liste des titres
Toutes les paroles sont écrites par Māya Sakamoto.
| 1. | Buddy                           | School Food Punishment, Ryo Eguchi | 4:03 |
| 2. | Something Little                | Akira Tsukamoto                    | 5:12 |
| 3. | Buddy (Instrumental)            | School Food Punishment, Ryo Eguchi | 4:02 |
| 4. | Something Little (Instrumental) | Akira Tsukamoto                    | 5:08 |

| 1. | Eternal Return                                                                                   |  |
| 2. | Himitsu (秘密)                                                                                   |  |
| 3. | Down Town                                                                                        |  |
| 4. | Spica (スピカ)                                                                                   |  |
| 5. | Mizuumi (みずうみ)                                                                               |  |
| 6. | Bokura no Rekishi (ボクらの歴史)                                                                 |  |
| 7. | Kimi no Sei (キミノセイ)                                                                         |  |
| 8. | Kanashikute Yarikirenai (悲しくてやりきれない)                                                   |  |
| 9. | Moonlight (Mata wa "Kimi ga Nemuru Tame no Ongaku") (ムーンライト(または“きみが眠るための音楽”)) |  |